# Ancylostomatidae
Ancylostomatidae é uma família de vermes que incluem os agentes causadores da ancilostomíase.

## Gêneros de Ancylostomatidae
- Agriostomum
- Ancylostoma
- Cyclodontostomum
- Galonchus
- Monodontus
- Necator